# Ralph Dutli
Ralph Dutli (* 25. září 1954, Schaffhausen, kanton Schaffhausen) je švýcarský spisovatel a překladatel z ruštiny.

## Život a dílo
Již od mládí projevoval zájem o jazyky a poezii. S ruskou poezií se seznámil až díky svému učiteli. V 17 letech pak poprvé objevil dílo Osipa Mandelštama. V letech 1974–1980 vystudoval romanistiku a rusistiku na univerzitě v Curychu a také Paříži. Studium ukončil o čtyři později, a to disertací.
Z ruštiny přeložil autory jakými byli např. Josif Brodskij, Marina Cvetajeva, Sergej Jesenin, či Osip Mandelštam.

## Publikační činnost
K listopadu roku 2016 byl již dvakrát (2013 – širší nominace, 2015 – širší nominace) v nominaci na Německou knižní cenu.

### Přehled děl v německém originále (výběr)
- Die Liebenden von Mantua: Roman. Göttingen: Wallstein, 2015. 276 S.[5]
- Soutines letzte Fahrt: Roman. Göttingen: Wallstein Verlag, 2013. 272 S.[6]
- Mandelstam: Meine Zeit, mein Tier. Zürich: Ammann-Verlag, 2003. 635 S.[7]

### České překlady
- Poslední cesta Chaima Soutina.[8] 1. vyd. Zlín: Archa, 2016. 226 S. Překlad: Magdalena Štulcová (Pozn.: Dílo pojednává o litevském malíři Chaïmu Soutinovi)[9]
- Milá Olivo: Malé dějiny jedné kultury (orig. 'Liebe Olive: Eine kleine Kulturgeschichte'). 1. vyd. Zlín: Archa, 2016. 108 S. Překlad: Magdalena Štulcová
- Píseň o medu: Kulturní dějiny včely (orig. 'Das Lied vom Honig: Eine Kulturgeschichte der Biene'). 1. vyd. Zlín: Archa, 2019. 157 S. Překlad: Magdalena Štulcová
- Zlaté sny: Kulturní dějiny božského a zatracovaného kovu (orig. 'Das Gold der Träume: Kulturgeschichte eines göttlichen und verteufelten Metalls'). 1. vyd. Zlín: Archa, 2022. 155 S. Překlad: Magdalena Štulcová